# 와이어드 글러브

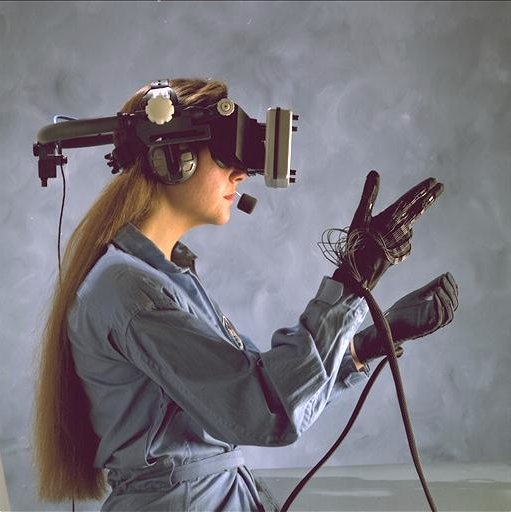

와이어드 글러브(wird glove), 데이터글러브(dataglove) 또는 사이버글러브(cyberglove)는 장갑처럼 착용하는 인간-컴퓨터 상호 작용을 위한 입력 장치이다.
손가락 굽힘과 같은 물리적 데이터를 포착하기 위해 다양한 센서 기술이 사용된다. 장갑의 전체 위치/회전 데이터를 캡처하기 위해 자기 추적 장치 또는 관성 추적 장치와 같은 동작 추적기가 부착되는 경우가 많다. 이러한 움직임은 장갑과 함께 제공되는 소프트웨어에 의해 해석되므로 하나의 움직임이 여러 가지를 의미할 수 있다. 그런 다음 제스처는 수화나 기타 상징적 기능을 인식하는 것과 같은 유용한 정보로 분류될 수 있다.
값비싼 고급 와이어드 글러브도 촉각을 시뮬레이션하는 햅틱 피드백을 제공할 수 있다. 이를 통해 와이어드 글러브를 출력 장치로도 사용할 수 있다. 전통적으로 와이어드 글러브는 손가락 굴곡 센서와 추적 장치를 별도로 구매해야 하는 등 엄청난 비용으로만 사용할 수 있었다.
와이어드 글러브는 가상 현실 환경에서 로봇이 인간의 손 움직임을 모방하는 데 자주 사용된다.

## 같이 보기
- 제스처 인식
- 모션 캡처
- 로봇 팔